# Bernard Carp
Bernard Carp (Sragi, Lampung, 17 april 1901 – Houtbaai, 22 juli 1966) was een Nederlands bestuurder bij Erven Lucas Bols, jager, golfer en zeiler die heeft deelgenomen aan de Olympische Spelen.
In 1920 nam hij in het zeilen samen met zijn broer Joop en Petrus Wernink met de boot 'Oranje' deel aan de Olympische Zomerspelen van Antwerpen in de 6½ meter klasse. Ze wonnen daarbij de gouden medaille. Carp was een verdienstelijk golfer van de Hilversumsche Golf Club en werd in 1939 Nederlands kampioen matchplay.
Hij doorliep de HBS in Haarlem en studeerde aan de Hoogere Handelsschool in Rotterdam. Hij was eerst werkzaam bij de bank Lippmann, Rosenthal. Vrijwel meteen na zijn huwelijk met Marianne Moltzer (1902-1969), dochter van Bols-directeur Christiaan Moltzer, komt hij de firma Bols in dienst. In 1936 werd Carp directeur bij Bols.  
Tussen 1944 en 1950 bezat hij kasteel De Essenburgh bij Hierden.
Onder zijn leiding verdiende Bols miljoenen aan verkoop aan de Duitse bezetter, deels via een constructie met Bernards broer Joop. Carp werd, als enige van de drie Bols-directeuren, in 1948 wegens collaboratie met de Duitsers bij verstek veroordeeld tot drie jaar celstraf, plus een boete van 50.000 gulden. Volgens de uitspraak van het Amsterdamse tribunaal was er door Bols 'veel meer aan de vijand geleverd dan, gelet op haar positie, nodig was'.
Carp deed meerdere donaties aan Winterhulp Nederland, in totaal 8600 gulden. Omgerekend naar nu is dat 50.000 euro.
Veel later bleek dat Carp voor Bols via een tussenpersoon ook onteigend Joods vastgoed had gekocht, oorspronkelijk van de Amsterdamse kaashandelaar Mozes Poppelhouwer (Amsterdam, 13 mei 1880 – Auschwitz, 30 september 1942).
In 1953 kreeg hij gratie, al bleef de boete gehandhaafd. Dit gebeurde volgens een woordvoerder van Bols vanwege ook geconstateerde verzetsactiviteiten die Carp sinds 1942 zou hebben ondernomen.
Voor de oorlog maakte hij meerdere jachtreizen naar Canada, Scandinavië en Oost-Afrika waarover hij ook publiceerde. Na zijn vestiging in Zuid-Afrika in 1946 financierde hij verschillende ornithologie-expedities in het zuiden van Afrika en publiceerde daarover. De Carps mees werd naar hem vernoemd. 
Bernard Carp overleed in 1966 op 65-jarige leeftijd in een voorstad van Kaapstad.

## Publicaties
- Tembo, de groote olifant, Jachtavonturen in Kenya (1939), met illustraties van F.W. Wilde, N.V. Drukkerij en Uitgeverij v.h. C. de Boer Jr., Den Helder
- I Chose Africa (1961), Howard Timmins publishing, Kaapstad[14]

- Biografisch Portaal: 43967894
- International Standard Name Identifier: 0000 0003 9549 6928
- Nederlandse Thesaurus van Auteursnamen: 317364898
- Virtual International Authority File: 290223584
- WorldCat: E39PBJxCyqpCGd3mwCRrfvttKd

Joop Carp (stuurman) · 
Bernard Carp · 
Piet Wernink